# Jakob Uwadiae Egharevba
Jakob Uwadiae Egharevba (* 1893 in Idanre; † 1980 in Benin City) war ein nigerianischer Autor und Historiker, der sich große Verdienste um die Geschichte des Königreichs Benin erworben hat.

## Leben
Egharevba wurde als Kind von Fernhandelskaufleuten in Idanre, einem Fürstentum der Yoruba, geboren. Seine Mutter war die Enkelin eines Yoruba-Würdenträgers aus Ibadan, sein Vater stammte von einem hohen Beamten aus Benin ab. Seinen ursprünglichen Vornamen Uwadiae änderte Egharevba 1915 nach seiner Bekehrung zum Katholizismus in „Jakob“. Er gehörte der Ethnie der Edo an, der staatstragenden Bevölkerungsgruppe des Königreichs Benin, das bis ins späte 19. Jahrhundert hinein eines der mächtigsten Reiche auf dem Staatsgebiet des heutigen Nigeria war. 1902 siedelte er nach Benin auf die Farm seines Vaters um. 1914, also fast 20 Jahre nach der Eroberung, Plünderung und weitgehenden Zerstörung der Stadt Benin, der Hauptstadt des Reiches durch britische Truppen im Jahre 1897, zog er in diese ehemalige Hauptstadt und diente dort einem britischen Kolonialoffizier, um sein Schulgeld zu verdienen.
Nach seinem Abschluss arbeitete Egharevba als Kaufmann, bildete sich aber ständig weiter.
Benin hatte zu dieser Zeit bei weitem noch nicht wieder die alte Bevölkerungszahl und Bedeutung erlangt. Egharevba erlebte dort allerdings die prachtvolle Krönungsfeier eines Oba, also eines Herrschers des Beninreiches, und wurde nach eigenen Angaben durch den Widerspruch zwischen dieser Prachtentfaltung und der untergeordneten Stellung der Stadt Benin in der kolonialen Welt Nigerias dazu angeregt, sich mit der Geschichte Benins zu beschäftigen und zu schreiben.
Zwischen 1934 und 1976 veröffentlichte er 35 Artikel und Bücher. Seine wichtigste, einflussreichste und am meisten verbreitete seiner Publikationen war und ist die "A Short History of Benin". Die meisten Werke Egharevbas befassten sich mit der Geschichte des Königreichs Benin und befreiten das Bild dieses Reiches aus der eurozentrischen Sicht, die durch die britischen Kolonialherren geprägt war. Neben einigen europäischen Quellen nutzte er insbesondere mündliche Überlieferungen, die er von alten Leuten erfragte, und die Ausführungen verschiedener traditioneller Autoritäten und Würdenträger der Edo-Hierarchie, die er systematisch zu ihren Spezialgebieten interviewte. Seine Werke werden heute von Historikern als wichtige Quellen zur Geschichte Benins anerkannt. Ein großer Teil seiner Erkenntnisse wurde später durch europäische Historiker auf der Grundlage schriftlicher Quellen aus europäischen Archiven bestätigt, die Egharevba zur Zeit der Abfassung seiner Werke noch nicht bekannt sein konnten. Bekannt ist etwa seine Königsliste, eine Liste der Herrscher des Königreichs Benin. Daneben übersetzte er Volkssagen aus der Yoruba-Sprache, aber auch arabische Märchen und Fabeln des Äsop in die Edo-Sprache. 1957 erblindete er, schrieb aber bis 1976 noch weitere Artikel.
Die britische Regierung verlieh ihm den Titel eines „Ehrenmitglieds des Empire“ und die Universität von Ibadan die Ehrendoktorwürde.

## " A Short History of Benin " als historische Quelle
Egharevbas "A Short History of Benin" ist für die Geschichte des Reiches Benin zu einem Standardwerk geworden. Für die Einschätzung dieses Werkes als historiographische Quelle ist jedoch zu bedenken:
1) "A Short History of Benin" ist keine mehr oder weniger wortgetreue Übersetzung und Niederschrift irgendwelcher von Egharevba gesammelter mündlicher Überlieferungen, sondern eine Kompilation aus verschiedenen oralen Traditionen, aus europäischen Reiseberichten, wissenschaftlichen Werken und eigener Weltanschauung. Die "Short History" wurde aus unterschiedlichsten europäischen und einheimischen Quellen zu einem homogenen Gebilde zusammengebaut. Egharevbas Angaben sind daher nicht einfach als "Benin oral tradition" oder als "mündliche Überlieferung" zu betrachten, weil Egharevba viele der bis zu seiner Arbeit veröffentlichten europäischen Werke über Benin gelesen und verarbeitet hat.
2) "A Short History of Benin" erschien in verschiedenen Auflagen, die sich in zahlreichen Passagen erheblich voneinander unterscheiden. Es kann deshalb für viele Fragen irreführend sein, dieses Werk nur in einer einzigen jeweils zufällig greifbaren Ausgabe zu verwenden, weil die Publikationen Egharevbas in ihren verschiedenen Auflagen viele Ergänzungen, Änderungen, Aktualisierungen und Schwerpunktverlagerungen aufweisen. Die beiden ersten Ausgaben der "Short History" erschienen in den Jahren 1934 und 1936. Die Ausgabe von 1934 erschien in Edo-Sprache, zwei Jahre später (1936) folgte bereits die erste englische Ausgabe. In den Jahren 1953, 1960 und 1968 erschienen weitere Ausgaben.
3) "A Short History of Benin" ist kein historisches Archiv, das "mündliche Dokumente" enthält, die seit Jahrhunderten unverändert weitergegeben wurden, sondern sie muss wie jede historische Quelle vor ihrem sozialen und geschichtlichen Hintergrund und entsprechenden Interessen gesehen werden. Dies gilt insbesondere für die Kolonialzeit mit ihren dramatischen politischen, wirtschaftlichen, ideologischen und bildungspolitischen Umwälzungen.
4) "A Short History of Benin" war und ist in Benin auch ein Instrument der Kanonisierung einheimischer Stimmen hinsichtlich der Vergangenheit. Denn fast alle der bis in die dreißiger Jahre hinein publizierten Traditionen sind von Egharevba für sein Werk berücksichtigt worden. Und die Mehrzahl der seit dieser Zeit aufgezeichneten Versionen ist mehr oder weniger stark von Egharevba beeinflusst. Die Ursachen für die kanonisierende Wirkung der Publikationen Egharevbas liegen wohl vor allem in der Autorität Egharevbas als berühmter Geschichtsschreiber, an den sich sogar die damaligen Hofhistoriker Benins zur Beratung wandten. Infolge weiter Verbreitung und der Verwendung als Schulbuch bereits seit 1945 beeinflussten die Angaben der "Short History" aber auch Informanten, die von höfischen Kreisen weitgehend unberührt waren
5) "A Short History of Benin" wurde von Vertretern des damaligen Königshauses von Benin kontrolliert und "abgesegnet". Königshausferne Sichten auf die Vergangenheit und die Geschichte des Reiches Benin fehlen daher weitgehend in dieser Publikation.